# Etna (Ohio)
Etna – jednostka osadnicza w Stanach Zjednoczonych, w stanie Ohio, w hrabstwie Licking.